# Лозы (Полтавская область)
Лозы (укр. Лози) — село,
Петровский сельский совет,
Хорольский район,
Полтавская область,
Украина.
Код КОАТУУ — 5324884607. Население по переписи 2001 года составляло 31 человек.

## Географическое положение
Село Лозы находится на правом берегу реки Хорол,
выше по течению на расстоянии в 1,5 км расположено село Еньки,
ниже по течению на расстоянии в 1 км расположено село Веремиевка (Семёновский район),
на противоположном берегу — село Болбасовка.
Река в этом месте извилистая, образует лиманы, старицы и заболоченные озёра.